# Куба (Міссурі)
Куба (англ. Cuba) — місто (англ. city) в США, в окрузі Кроуфорд штату Міссурі. Населення — 3181 особа (2020).

## Географія
Куба розташована за координатами 38°4′2″ пн. ш. 91°24′21″ зх. д. / 38.06722° пн. ш. 91.40583° зх. д. (38.067094, -91.405763).  За даними Бюро перепису населення США в 2010 році місто мало площу 8,28 км², уся площа — суходіл.

## Демографія
Згідно з переписом 2010 року, у місті мешкало 3356 осіб у 1385 домогосподарствах у складі 816 родин. Густота населення становила 405 осіб/км².  Було 1542 помешкання (186/км²).
Расовий склад населення:
| - 95,9 % — білих - 0,7 % — корінних американців - 0,3 % — чорних або афроамериканців - 0,2 % — азіатів - 1,5 % — осіб інших рас |

До двох чи більше рас належало 1,5 %. Частка іспаномовних становила 3,4 % від усіх жителів.
За віковим діапазоном населення розподілялося таким чином: 26,1 % — особи молодші 18 років, 57,3 % — особи у віці 18—64 років, 16,6 % — особи у віці 65 років та старші. Медіана віку мешканця становила 35,5 року. На 100 осіб жіночої статі у місті припадало 87,7 чоловіків;  на 100 жінок у віці від 18 років та старших — 82,1 чоловіків також старших 18 років.
Середній дохід на одне домашнє господарство  становив 41 789 доларів США (медіана — 34 442), а середній дохід на одну сім'ю — 44 085 доларів (медіана — 33 906). Медіана доходів становила 38 304 долари для чоловіків та 28 467 доларів для жінок. За межею бідності перебувало 30,3 % осіб, у тому числі 40,5 % дітей у віці до 18 років та 15,8 % осіб у віці 65 років та старших.
Цивільне працевлаштоване населення становило 1201 осіб. Основні галузі зайнятості: виробництво — 29,4 %, освіта, охорона здоров'я та соціальна допомога — 21,7 %, роздрібна торгівля — 12,8 %, мистецтво, розваги та відпочинок — 10,8 %.